# Sissily
Pour la province, voir Sissili (province).
Pour l’article ayant un titre homophone, voir Sissili.
Sissily, parfois orthographié Sissili, est un village du département et la commune rurale de Léo, situé dans la province de la Sissili et la région du Centre-Ouest au Burkina Faso.

## Démographie
Le village de Sissily comptabilisait :
- 2 323 habitants estimés en 2003[2].
- 2 704 habitants recensés en 2006[1].

## Géographie
Sissily est située à 20 km au nord-est de Léo et est traversée par la route nationale 6.

## Éducation et santé
Le village accueille un centre de santé et de promotion sociale (CSPS).